# هارلکوئین (آلبوم لیدی گاگا)
هارلکوئین (انگلیسی: Harlequin) یک آلبوم موسیقی متن از خوانندهٔ آمریکایی لیدی گاگا است که در ۲۷ سپتامبر ۲۰۲۴ از طریق اینترسکوپ رکوردز منتشر شد. این آلبوم به‌عنوان یک آلبوم همراه برای فیلم مهیج موزیکال آمریکایی ۲۰۲۴ جوکر: جنون مشترک توصیف شده است که در آن گاگا شخصیت دی‌سی کامیکس یعنی هارلی کوئین را به تصویر می‌کشد.
هارلکوئین که توسط گاگا به عنوان پاپ زیرخاکی توصیف می‌شود، شامل ترانه‌هایی است که در موسیقی متن فیلم وجود دارد و همچنین شامل دو ترانه غیراقتباسی با ساختار متفاوت است. گاگا در این آلبوم بیشتر به موسیقی جاز ورود می‌کند، و همچنین عناصر راک، سول، گاسپل و دو-ووپ در آهنگسازی آن وجود دارد. منتقدان نقدهای عموماً مثبتی به این آلبوم دادند.